# Rork
Rork – belgijska, francuskojęzyczna seria komiksowa stworzona przez Andreasa Martensa, znanego pod pseudonimem Andreas. 

## Wydania
Pierwszy tom Rorka debiutował jako seria odcinków w belgijskim magazynie „Tintin” w 1978 roku. W formie indywidualnych albumów zaczęto publikować ją od tomu Cmentarzysko katedr (1988). Ostatecznie seria zamknęła się w ośmiu tomach wydanych w latach 1984–2012 przez wydawnictwo Le Lombard. Po polsku Rork zadebiutował w 1989 roku w kwartalniku „Komiks – Fantastyka”, w którym opublikowano dwa pierwsze tomy. W latach 2001–2005 tomy 1–6 wydała oficyna Motopol - Twój Komiks, a tom 7 opublikowało wydawnictwo Manzoku w 2007 roku. W 2013 roku nakładem wydawnictwa Sideca ukazało się zbiorcze wydanie tomów 0–3, zawierające również niepublikowane wcześniej nowele Zapomniani i Wybawiciel z okresu kredowego, a w 2014 roku – wydanie zbiorcze tomów 4–7. Całość, wraz ze wspomnianymi dwiema nowelami, została opublikowana ponownie w wydaniu zbiorczym (w dwóch wersjach – z okładkami podstawowymi oraz limitowanymi) w dwóch księgach przez wydawnictwo KURC w latach 2020–2021 – w niniejszej edycji oryginalny album Duchy jest po raz pierwszy w kolorze.

## Fabuła
Głównym bohaterem serii jest białowłosy mężczyzna o imieniu Rork. Jego pochodzenie jest niejasne, a wyróżniającą go cechą są zdolności telepatyczne. Na życie Rorka czyha grupa tajemniczych ludzi. 
Niektóre wątki i postacie z Rorka znaleźć można w innych komiksach Andreasa: serii pokrewnej Koziorożec i albumie Raffington Event.

## Tomy
| Tom | Tytuł i rok wydania polskiego | Tytuł i rok wydania oryginalnego    |
| --- | ----------------------------- | ----------------------------------- |
| 0   | Duchy (2013)                  | Les Fantômes (2012)                 |
| 1   | Fragmenty (1989)              | Fragments (1984)                    |
| 2   | Przejścia (1989)              | Passages (1984)                     |
| 3   | Cmentarzysko katedr (2002)    | Le Cimetière des Cathédrales (1988) |
| 4   | Gwiezdne światło (2002)       | Lumière d'Etoile (1988)             |
| 5   | Koziorożec (2003)             | Capricorne (1990)                   |
| 6   | Zejście (2005)                | Descente (1992)                     |
| 7   | Powrót (2007)                 | Retour (1993)                       |